# Ernst Harms
Ernst Harms, auch Ernest Harms, (* 12. September 1895 in Alsfeld; † 2. Juli 1974 in New York City) war ein deutsch-amerikanischer Mediziner oder Psychologe, der sich mit Ästhetik befasste.
Harms promovierte 1922 mit Auszeichnung an der Universität Göttingen mit einer Arbeit Zur Frage der Behandlung der akuten Osteomyelitis.
Er trug zu Carl Gustav Jungs Theorie der Psychologischen Typen bei und wirkte in Baltimore.
Er emigrierte 1932 in die USA.